# یوتیوب تی‌وی
یوتیوب تی‌وی (انگلیسی: YouTube TV) یک سرویس پخش جاری تلویزیونی آمریکایی است که توسط یوتیوب، شرکت تابعهٔ کاملاً متعلق به گوگل، اداره می‌شود. این سرویس که در ۲۸ فوریهٔ ۲۰۱۷ معرفی شد، یک توزیع‌کننده برنامه‌های ویدئویی چندکاناله مجازی است که مجموعه‌ای از فیدهای کانال خطی زنده و محتوای درخواستی را از بیش از ۱۰۰ شبکهٔ تلویزیونی (از جمله شرکت‌های وابسته به سه شبکه بزرگ پخش (مانند ای‌بی‌سی، ان‌بی‌سی و سی‌بی‌اس)، فاکس، سی‌دابلیو و پی‌بی‌اس در بیشتر بازارها) و بیش از ۳۰ سرویس با مبدأ اوتی‌تی و نیز دی‌وی‌آر مبتنی بر ابر عرضه می‌کند.
این سرویس که بر کورد کاترها متمرکز است، فقط در ایالات متحده در دسترس است و از طریق وبگاه اختصاصی و اپ موبایل، تلویزیون‌های هوشمند و پخش‌کننده‌های رسانه دیجیتال می‌توان به آن دسترسی داشت. یوتیوب تی‌وی از سال ۲۰۱۷ به‌عنوان شریک ارائه‌دهندهٔ مسابقات جهانی و فینال ان‌بی‌ای فعالیت داشته‌است. تا ژوئیهٔ ۲۰۲۲، یوتیوب تی‌وی دارای بیش از پنج میلیون مشترک بوده‌است.

## دستگاه‌های پشتیبانی‌شده
دستگاه‌های پشتیبانی‌شده از سوی یوتیوب تی‌وی عبارتند از:

### تلویزیون‌های هوشمند
- اندروید تی‌وی
- تلویزیون هوشمند ال‌جی (در وب‌اواس ۳٫۰ یا بالاتر)
- تلویزیون هوشمند سامسونگ (فقط مدل‌های ۲۰۱۶ و بالاتر)
- ویزیو اسمارت‌کست
- تلویزیون هوشمند روکو[الف]
- تلویزیون هوشمند های‌سنس
- تلویزیون هوشمند شارپ
- تلویزیون هوشمند والتون
- اپل تی‌وی

### پخش‌کننده‌های رسانه‌ای جاری
- آمازون فایر تی‌وی
- اپل تی‌وی (نسل چهارم و ۴کی)
- کروم‌کست
- کروم‌کست با گوگل تی‌وی
- تلویزیون انویدیا شیلد
- پخش‌کننده‌های روکو[الف]
- تیوو استریم ۴کی

### کنسول‌های بازی
- پلی‌استیشن ۴ (مدل اصلی، پی‌اس۴ اسلیم و پی‌اس۴ پرو)
- پلی‌استیشن ۵ (نسخه‌های پایه و دیجیتال)
- ایکس‌باکس وان (مدل اصلی، ایکس‌باکس وان اس، ایکس‌باکس وان اس آل دیجیتال ادیشن و ایکس‌باکس وان ایکس)
- سری ایکس‌باکس (سری اس و سری ایکس)

### موبایل‌ها
- دستگاه‌های موبایل اندروید
- دستگاه‌های موبایل آی‌اواس (۱۰ یا بالاتر)

### رایانه
- کروم اواس
- لینوکس
- ویندوز
- مک‌اواس